# Деосай (национальный парк)
Деосай (англ. Deosai National Park) — национальный парк в округе Скарду, расположен в пакистанской части Кашмира.

## История
Исследования французского этнолога Мишеля Песселя позволяют предполагать, что история  о добывающих золото муравьях, описанная греческим историком Геродотом, который жил в пятом веке до нашей эры, была основана на золотых гималайских сурках плато Деосай и привычке местных племён, таких как Минаро, собирать золотую пыль, добытую из их нор.

## Фауна
На территории национального парка обитают бурые медведи, гималайские сурки, рыжие лисицы, снежные барсы, волки, беркуты и др. 